# Маломаяцька сільська рада
Маломая́цька сільська́ ра́да — адміністративно-територіальна одиниця та орган місцевого самоврядування у складі Ялтинського району Автономної Республіки Крим. Адміністративний центр — село Малий Маяк.

## Загальні відомості
- Населення ради: 4 465 осіб (станом на 2001 рік)

## Населені пункти
Сільській раді підпорядковані населені пункти:
- с. Малий Маяк
- с-ще Бондаренкове
- с. Виноградний
- с. Запрудне
- с. Кипарисне
- с. Лаврове
- с. Лазурне
- с. Нижнє Запрудне
- с. Пушкіне
- с-ще Утьос
- с-ще Чайка

## Склад ради
Рада складалася з 20 депутатів та голови.
- Голова ради: Грига Світлана Борисівна
- Секретар ради: Сячина Світлана Олександрівна

### Керівний склад попередніх скликань
| Прізвище, ім'я, по батькові | Основні відомості                                                         | Дата обрання | Дата звільнення |
| --------------------------- | ------------------------------------------------------------------------- | ------------ | --------------- |
| Малик Леонід Ігнатович      | Сільський голова, 1957 року народження, освіта вища, безпартійний         | 26.03.2006   | 31.10.2010      |
| Малик Леонід Ігнатович      | Сільський голова, 1957 року народження, освіта вища, член Партії регіонів | 31.10.2010   | 02.06.2013      |
| Грига Світлана Борисівна    | Сільський голова, 1959 року народження, освіта вища, член Партії регіонів | 02.06.2013   |                 |

Примітка: таблиця складена за даними сайту Верховної Ради України

### Депутати
За результатами місцевих виборів 2010 року депутатами ради стали:

#### За суб'єктами висування
| Суб'єкт висування | Кількість обраних депутатів | %  |
| ----------------- | --------------------------- | -- |
| Самовисування     | 11                          | 55 |
| Партія регіонів   | 9                           | 45 |

#### За округами
| № округу        | Прізвище, ім'я, по батькові    | Дата визнання обраним | Освіта             | Партійна приналежність          | Відомості про обраного депутата                                                         |
| --------------- | ------------------------------ | --------------------- | ------------------ | ------------------------------- | --------------------------------------------------------------------------------------- |
| Партія регіонів |                                |                       |                    |                                 |                                                                                         |
| 2               | Таланов Дмитро Анатолійович    | 02.11.2010            | середня спеціальна | член Партії регіонів            | НБС ННЦ, працівник                                                                      |
| 6               | Жарчинський Анатолій Іванович  | 02.11.2010            | вища               | член Партії регіонів            | пенсіонер                                                                               |
| 7               | Петракова Жанна Борисівна      | 02.11.2010            | середня спеціальна | член Партії регіонів            | Центр ТК и Р «Крим», охоронець                                                          |
| 9               | Бабенко Микола Іванович        | 02.11.2010            | середня спеціальна | член Партії регіонів            | ПП «Бабенко М.І», директор                                                              |
| 10              | Козачук Лариса Дмитрівна       | 02.11.2010            | середня            | член Партії регіонів            | тимчасово не працює                                                                     |
| 12              | Дроздик Олександр Кирилович    | 02.11.2010            | вища               | член Партії регіонів            | ДП «Тавріда», головний інженер-механік                                                  |
| 15              | Сячина Світлана Олександрівна  | 02.11.2010            | вища               | член Партії регіонів            | Маломаяцька сільськаарада, секретар                                                     |
| 17              | Панова Лідія Василівна         | 02.11.2010            | середня            | член Партії регіонів            | пенсіонер                                                                               |
| 20              | Кубаткіна Ольга Борисівна      | 02.11.2010            | середня            | член Партії регіонів            | тимчасово не працює                                                                     |
| Самовисування   |                                |                       |                    |                                 |                                                                                         |
| 1               | Кулик Ігор Петрович            | 02.11.2010            | вища               | позапартійний                   | управління містобудування і архітектури Алуштинської міської ради, заступник начальника |
| 3               | Гаврилець Дмитро В'ячеславович | 02.11.2010            | вища               | позапартійний                   | Ялтинська автомобільна школа ТСО України, директор                                      |
| 4               | Гапон Михайло Іванович         | 02.11.2010            | середня            | член Партії регіонів            | Маломаяцька сільська рада, водій                                                        |
| 5               | Магамедов Севзіхан Ідрісович   | 02.11.2010            | середня            | член Народної партії            | Запрудненська загальноосвітня школа, вчитель                                            |
| 8               | Власенкова Катерина Михайлівна | 02.11.2010            | середня спеціальна | позапартійна                    | ЗАТ «Утёс», медична сестра                                                              |
| 11              | Данилін Сергій Миколайович     | 23.08.2013            | вища               | член Партії захисників Вітчизни | ПАТ "Санаторій «30 років Жовтня», головний інженер                                      |
| 13              | Андрійчук Микола Миколайович   | 02.11.2010            | середня спеціальна | позапартійний                   | приватний підприємець                                                                   |
| 14              | Калінкіна Валентина Василівна  | 02.11.2010            | вища               | позапартійна                    | Маломаяцька середня школа, вчитель                                                      |
| 16              | Чудна Ірина Анатоліївна        | 02.11.2010            | вища               | позапартійна                    | Ялтинський відділ КРФ ЦДЗК, інженер — землевпорядник                                    |
| 18              | Максимов Олег Володимирович    | 02.11.2010            | вища               | позапартійний                   | «АЗБМ и К», директор                                                                    |
| 19              | Грицай Олена Олександрівна     | 02.11.2010            | вища               | член Партії регіонів            | ДП"Таврида", бухгалтер-економіст                                                        |